# Listă de scriitori kenyeni
Aceasta este o listă de scriitori kenyeni.

## N
James Ngugi Wa Thiong'o - 